# Archiwa, Biblioteki i Muzea Kościelne
Archiwa, Biblioteki i Muzea Kościelne – półrocznik ukazujący się od 1959 roku w Lublinie. Wydawcą jest Ośrodek Archiwów, Bibliotek i Muzeów Kościelnych przy KUL. 
Pismo zamieszcza prace naukowe o problematyce archiwalnej, bibliotecznej i muzealnej a także inwentarze archiwalne i katalogi biblioteczne oraz teksty źródłowe do dziejów Kościoła katolickiego w Polsce. W latach 1959–1991 redaktorem naczelnym był ks. Stanisław Librowski. Od 2013 jedynym redaktorem etatowym jest Artur Hamryszczak.

## Punktacja czasopisma
W wykazie czasopism naukowych Ministerstwa Edukacji i Nauki z 9 lutego 2021 r. Archiwa, Biblioteki i Muzea Kościelne uzyskały 100 punktów.